# Realsoft 3D
Realsoft 3D — 3D редактор для створення і редагування тривимірної графіки  і анімації. Програма розроблена компанією Realsoft, яка була заснована у 1989. Початкові версії програми випускалися під назвою "Real 3D". Існують версії Realsoft 3D для роботи в операційних системах Microsoft Windows (як в 32-бітових, так і в 64-бітових), Linux, Apple Mac OS, IRIX.

## Особливості реалізації
Інтерфейс програми зручний, лаконічний та інтуїтивно зрозумілий. Також потрібно зауважити на неперевершену реалізацію режимів виокремлення під час роботи у режимі моделювання та анімації. У Realsoft 3D вперше у повному обсязі було реалізовано технологію Subdivision Surface.